# Häfele
Tập đoàn Häfele (Häfele SE & Co KG) là một doanh nghiệp gia đình Đức có trụ sở chính tại Nagold. Häfele là nhà sản xuất và nhà cung cấp hàng đầu về phụ kiện nội thất và phụ kiện kiến trúc, với khách hàng tại hơn 150 quốc gia.
Các phụ kiện nội thất của Häfele (bản lề, hệ thống ngăn kéo, tay nắm, kết nối, đèn nền) và phụ kiện kiến trúc (phụ kiện cửa và hệ thống khóa điện tử) cùng các phụ kiện liên quan khác được thiết kế đặc biệt cho ngành nội thất, xây dựng và ngành cung cấp phụ kiện. Häfele sản xuất một loạt các sản phẩm đa dạng từ bàn là đến bộ điều chỉnh cửa.
Trong năm tài chính 2016, tập đoàn Häfele đạt doanh thu 1,311 tỷ euro với 38 công ty con trên 6 châu lục. Năm 2018, doanh thu tăng lên 1,396 tỷ euro và đạt 1,7 tỷ euro vào năm 2021. Tỷ lệ doanh thu từ nước ngoài chiếm 80%. Công ty có 8.000 nhân viên trên toàn cầu.

## Lịch sử

### Giai đoạn thành lập
Vào ngày 1 tháng 12 năm 1923, Adolf Häfele cùng với Hermann Funk thành lập công ty "Sản phẩm trong ngành công nghiệp phụ kiện và dụng cụ" tại Aulendorf. Bốn năm sau đó, công ty trở thành một công ty trách nhiệm hữu hạn với Häfele là chủ sở hữu duy nhất. Vài tháng sau đó, công ty chuyển đến Nagold, nơi là trung tâm sản xuất nội thất Württemberg. Vào thời điểm đó, Häfele có ba nhân viên, khách hàng chủ yếu là các xưởng mộc trong khu vực lân cận. Để đảm bảo giao hàng nhanh chóng, một kho bán sỉ được thành lập.

### Quốc tế hóa
Các lô hàng xuất khẩu đầu tiên sang các nước ngoài đã bắt đầu từ năm 1933. Trong cùng năm đó, công ty được trao Huy chương Vàng vì thiết kế gian hàng triển lãm tại Hội chợ Strasbourg. Gần cuối thập kỷ, danh mục phụ kiện nội thất đầu tiên được xuất bản với số lượng 20.000 bản sao, được gọi là "Danh mục Thế giới" do trang bìa của nó.
Năm 1948, công ty Adolf Häfele kỷ niệm 25 năm thành lập và số lượng nhân viên là 29. Bốn tháng sau đó, người sáng lập công ty qua đời. Cháu trai của ông, Walther Thierer, tiếp quản quản lý. Một đám cháy lớn đã phá hủy bộ phận quản lý và kho hàng vào năm 1950, và cho đến một năm sau đó công ty mới có thể chuyển đến các cơ sở mới.
Trong 30 năm tiếp theo, công ty đã phát triển với tới 700 nhân viên, đạt doanh thu hàng năm trên 150 triệu DM, và mở rộng hoạt động sang 120 quốc gia. Các công ty con bán hàng được thành lập tại Thụy Sĩ, Pháp, Vương quốc Anh, Hoa Kỳ và Úc. Ngoài ra, công ty được phân phối cho bốn công ty sản xuất ở Đức.
Đầu những năm 1960, vận chuyển điều khiển bằng máy tính được áp dụng. Đầu những năm 1970, một trung tâm gửi hàng với kho chứa hàng cao tầng đã được xây dựng. Đến năm 1977, diện tích lưu trữ đã tăng gấp đôi lên 8.400 mét vuông; ngày nay, công ty vận hành một kho chứa trung tâm với hơn 50.000 mục, một phần trong đó hoàn toàn tự động.
Sau khi Walter Thierer qua đời vào năm 1982, Hans Nock, người từng là quản lý xuất khẩu, đã tiếp quản quản lý công ty. Đến năm 2003, ông đã quản lý công ty, trong thời gian này công ty đã phát triển với 2.900 nhân viên và doanh thu 534 triệu euro, và tỷ lệ kinh doanh nước ngoài đã tăng lên khoảng 70%.
Là người kế nhiệm của Hans Nock, Sibylle Thierer đã trở thành thế hệ thứ ba trong gia đình điều hành công ty từ năm 2003. Theo công ty, hơn 160.000 khách hàng được phục vụ trong hơn 150 quốc gia.
Năm 2020, công ty đã thay đổi hình thức pháp lý thành "SE & Co KG".

### Danh mục
Vào đầu những năm 1970, Walther Thierer phát triển một cuốn sách tham khảo về phụ kiện nội thất với 25.000 mục sản phẩm dựa trên mô hình của cuốn "Danh mục Thế giới" của chú của ông. Năm 1971, "Der Große Häfele" được xuất bản với số lượng in 60.000 bản, hai năm sau đó là phiên bản tiếng Anh, tiếng Pháp và tiếng Tây Ban Nha. Cuốn danh mục đầu tiên cho phụ kiện xây dựng và đồ vật được xuất bản vào năm 1981.

### Sản xuất
Häfele sản xuất phụ kiện trong bốn nhà máy tại Đức, kể từ năm 1983 cũng sản xuất các bộ kết nối nội thất được bán dưới thương hiệu "ixConnect", và kể từ năm 2009 cũng sản xuất các phụ kiện cửa thang máy được đặt tên là "Free" và phụ kiện cửa trượt dưới thương hiệu "Slido".
Từ ngày 1 tháng 9 năm 2009, Häfele GmbH & Co KG cùng với Heinrich J. Kesseböhmer KG đã tiếp quản các bộ phận phụ kiện cửa thang máy và phụ kiện cửa trượt của Huwil Werke GmbH và một cơ sở sản xuất ở Hungary, và đổi tên hoạt động thành "FCC" (Trung tâm Năng lực Nâng cấp) và dòng sản phẩm "Free".

## Cấu trúc công ty

### Văn phòng bán hàng
Ngoài trụ sở chính tại Nagold, có mười văn phòng bán hàng tại Đức. Chúng nằm ở Berlin (được thành lập năm 1995), Frankfurt am Main, Kaltenkirchen, Cologne (1991), Hannover, Munich (1985), Münster (2001), Naumburg (1990), Nuremberg và Sân bay Stuttgart (2012).
Ở nước ngoài, có các văn phòng bán hàng tại Dubai (từ năm 1998), Lahti ở Phần Lan, Marousi ở Hy Lạp, Hong Kong, Bolzano, Zagreb, Maia ở Bồ Đào Nha (1999), thủ đô Hungary Budapest, Jönköping ở Thụy Điển (1999), Kruševac ở Serbia và Dar es Salaam ở Tanzania (2019).
Ngoài trung tâm vận chuyển hiện có tại khu công nghiệp "Wolfsberg" ở Nagold, một kho hàng và trung tâm vận chuyển thứ hai đã được khai trương ở Lehrte gần Hannover vào tháng 10 năm 2019. Năm 2021, công việc cải tạo bắt đầu trên "Wolfsberg" để xây dựng kho hàng cao tầng thứ tư nhằm tăng cường trung tâm vận chuyển Nagold.

### Các công ty con
Häfele có các công ty con tại Kreuzlingen, Thụy Sĩ (từ năm 1963), Archdale, North Carolina, Hoa Kỳ, từ năm 1975, và Rugby, Vương quốc Anh, từ năm 1980. Tiếp theo là việc thành lập các công ty ở Dandenong, Úc (1982), và một năm sau đó là Burlington, Canada, và Taverny, Pháp (1985). Năm 1986, các công ty khác được thành lập ở Kilcoole, Ireland và Lentate sul Seveso, Italy. Trong những năm tiếp theo, các công ty con được thành lập ở Apeldoorn, Hà Lan (1987), Singapore (1988) và Botany, New Zealand (1989).
Mở rộng tiếp tục diễn ra trong những năm 1990 khi, tập trung vào khu vực châu Á, các công ty con được thành lập ở Shah Alam, Malaysia (1993), Yokohama, Nhật Bản (1994), Bangkok, Thái Lan (cũng vào năm 1994), thủ đô của Hàn Quốc Seoul, Manila, Philippines, và Serpong, Indonesia (cả ba đều vào năm 1996).
Việc thành lập công ty con tiếp tục trên các châu lục khác nhau, bao gồm Madrid, Tây Ban Nha (1997), Querétaro, Mexico và Honeydew, Nam Phi (cả hai đều vào năm 1997), và hai công ty ở Nam Mỹ: Piraquara, Brasil (1998), và Buenos Aires, Argentina (1999). Cùng năm đó, Skive ở Đan Mạch đã được thêm vào, tiếp theo là Wugu Shiang ở Đài Loan vào năm 2000 và Hof gần Salzburg ở Áo một năm sau đó. Công ty con ở Długołęka, Ba Lan, đã được thành lập từ năm 2002; Zele, Bỉ, được thành lập vào năm 2003, cũng như Mumbai ở Ấn Độ. Năm 2005, thủ đô Trung Quốc Beijing và thành phố Thổ Nhĩ Kỳ Istanbul đã được thêm vào. Sau đó, các công ty con đã được thành lập ở thủ đô Nga Moscow (2006), thành phố Hồ Chí Minh ở Việt Nam (2007), Kulykiw ở Ukraine (2009) và Timisoara ở Romania (2009). Häfele Adriatic ở Slovenia là công ty con nước ngoài khác (tháng 6 năm 2018).
Vào tháng 2 năm 2019, Häfele mua lại nhà sản xuất đèn chuyên môn có trụ sở tại Stuttgart là Nimbus Group. Đầu năm 2021, Tập đoàn Häfele đã mua lại nhà bán lẻ trực tuyến các thiết bị gia dụng điện Moebelplus GmbH & Co KG. Điều này được tiếp theo bằng việc mua lại chuyên gia về kết nối thông minh nội thất và không gian: ThingOS vào năm 2022.

### Các cơ sở sản xuất
Thông qua việc mua lại, vào năm 1964, công ty đã gia nhập Häfele Berlin GmbH & Co KG, tập trung vào bộ kết nối nội thất và sản xuất theo hợp đồng, và Ulrich Lippert GmbH & Co. KG ở Berlin vào năm 1965, tập trung vào hệ thống chuông cửa và hộp thư. Phần sau đã được bán lại vào năm 2011. Từ năm 1981, Anton Schneider GmbH & Co. KG ở Kenzingen và Jettingen đã trở thành thành viên của Hafele, tập trung vào hệ thống văn phòng và sản xuất theo hợp đồng. Hơn nữa, Sphinx Electronics GmbH & Co. KG ở Kenzingen đã trở thành một phần của công ty từ năm 1998 (hệ thống khóa điện tử được sản xuất tại đây), và Huwil Werke ở Budapest, nơi sản xuất các bộ phụ kiện cửa mở và cửa trượt, đã trở thành một phần của công ty từ năm 2009.